# 羊毛衫 (歌曲)
〈羊毛衫〉是美國創作歌手泰勒·斯威夫特的歌曲，於2020年7月27日由聯眾唱片發行，為她第8張錄音室專輯《民间故事》的主打单曲。斯威夫特與歌曲的製作人亞倫·戴斯納共同創作了這首歌。〈羊毛衫〉是首慢熱的民謠、軟式搖滾和独立摇滚歌曲，並以樸素的鋼琴、鼓和小提琴編排組成。
該曲的歌詞采用虛構角色貝蒂（Betty）的第一人稱視角，敘述回憶中的已逝戀情。該曲發行後同步推出由斯威夫特執導、創作及擔任造型設計的音樂錄影帶（MV）。斯威夫特在此的田園風格的MV中演出，分为森林中舒適的小木屋、佈滿青苔的森林、暴風雨肆虐的大海三幕，各自象徵戀情的發展階段。樂評人稱讚〈羊毛衫〉曲風輕鬆，歌詞富具詩意。該曲於第63屆格萊美奖獲年度歌曲和最佳流行歌手提名。該曲原音版「cabin in candlelight」於原曲發行當月發布。
該曲發行後在Spotify以超過774.2萬次播放量登頂全球歌曲榜，為2020年發行首週第2高播放量歌曲。該曲和《民间故事》分別於《告示牌》百大單曲榜和二百大專輯榜同時奪冠，為斯威夫特第6首冠軍單曲，斯威夫特也是首位在兩榜同時奪冠的歌手。〈羊毛衫〉於《告示牌》熱門另類歌曲榜、熱門搖滾與另類歌曲榜、串流歌曲榜、數位歌曲榜等榜奪冠，其中斯威夫特在數位歌曲榜有20首冠軍單曲，打破歷史紀錄。該曲於澳洲ARIA單曲榜奪冠，於加拿大、愛爾蘭、馬來西亞、紐西蘭、新加坡、英國等地榜單獲前十名，於丹麥、愛沙尼亞、立陶宛、蘇格蘭等地榜單獲前20名。

## 製作與發行
泰勒·斯威夫特在2020年初的2019冠狀病毒病（COVID-19）封鎖期間著手創作第8張錄音室專輯《民间故事》。她在封鎖期間自我隔離，大幅發揮想像力，最後以腦海中視覺化的虛構神話為題構思。她邀請亞倫·戴斯納、杰克·安东诺夫等人創作專輯。戴斯納共為專輯創作了11首歌曲，其中與斯威夫特共同創作了9首。專輯多首曲目最初為戴斯納創作的器樂曲，斯威夫特為其撰寫旋律和歌詞。斯威夫特與二人在疫情期間無法親自接觸，因此透過互傳數位檔案創作專輯。
《民间故事》是斯威夫特與戴斯納的首次合作，而〈羊毛衫〉是兩人第一首合力創作的歌曲。該曲由戴斯納創作的器樂曲〈Maple〉衍生。2020年4月27日，戴斯納將含〈Maple〉在內的一些器樂曲交付斯威夫特。她聽了〈Maple〉後，向戴斯納發送一段語音備忘錄，並在5小時內合力創作了〈羊毛衫〉。戴斯納的孿生兄弟布萊斯在歌曲中增添管弦樂編排。亞倫·戴斯納和喬納森·洛（Jonathan Low）於長塘錄音室錄製〈羊毛衫〉，勞拉·西斯克（Laura Sisk）則於斯威夫特的音樂工作室「Kitty Committee」錄製人聲。該曲於長塘錄音室混音，並由蘭迪·美林在紐約Sterling Sound錄音室製作母带。
2020年7月23日午夜，斯威夫特發行《民间故事》，〈羊毛衫〉是專輯16首曲目中的第2首。〈羊毛衫〉於隔日與其音樂錄影帶（MV）一同發行，為專輯主打单曲。7月27日，环球音乐集团將該曲向義大利電台派台。次日聯眾唱片將該曲向美國當代流行電台和成人当代音乐電台派台。7月30日，該曲的樣本版〈cabin in candlelight〉發行，為當日限定的特別版。

## 詞曲
〈羊毛衫〉是一首憂傷慢熱的民謠、軟式搖滾和独立摇滚歌曲，其中柔和的鋼琴和鼓樂的律動下營造悲傷氛圍。該曲為降E大調，速度為每分鐘130拍。斯威夫特歌聲的音域介於E♭3至A♭4。歌詞「略帶怨恨」，但又展现自信。她向粉絲提到〈羊毛衫〉的主旨为“逝去的戀情和青春愛情经常深刻烙印在記憶的原因”。專輯中有3首歌曲以不同時期的3個視角講述同一段三角關係，分別為此曲、〈八月〉和〈貝蒂〉。
斯威夫特在該曲以虛構角色貝蒂的視角演唱，回憶自己與詹姆士（James）恋爱时始终保持乐观，但最终还须分手。斯威夫特於專輯推廣的限量版中提到，她在聽過亞倫·戴斯納創作的器樂曲，並在其旋律啟發下，於2020年4月27日將詞曲創作的語音備忘錄交付戴斯納。《獨立報》的羅辛·奧康納（Roisin O'Connor）將該曲與第6張錄音室專輯《舉世盛名》（2017年）的曲目〈随你怎么说〉進行對比，《Spin》的鮑比·奧利維爾（Bobby Olivier）則透過〈羊毛衫〉聯想到第5張錄音室專輯《1989》（2014年）的曲目〈狂野的梦〉。

## 專業評價
〈羊毛衫〉發行後獲樂評人一致讚賞。内幕公司的卡莉·奧爾格瑞姆（Callie Ahlgrim）讚揚該曲的歌詞「巧妙地喚起青春恋爱和失去的童真」，並提到該曲簡潔、犀利且情感深切。Pitchfork的吉莉安·梅普斯（Jillian Mapes）認為該曲交織的細節和核心意象——被遺忘後偶然找回的毛衣——充分展現了斯威夫特的特色。内幕公司的柯特妮·拉羅卡（Courteney Larocca）則提到該曲帶有拉娜·德雷的風格氣質。《衛報》的蘿拉·斯內普斯（Laura Snapes）稱該曲「宛如洞穴中的岩池深邃且閃爍」。Vulture的吉爾·古托維茨（Jill Gutowitz）提到該曲甜美但又心痛。
《新音乐快递》的漢娜·米瑞亞（Hannah Mylrea）稱該曲製作明淨、弦樂引人入勝、鋼琴具律動感，且歌詞展現青春戀情。她稱讚斯威夫特的創作能力，提到她絕妙地透過這首「華麗的民謠曲調」傳遞痛苦、嫉妒和心碎相互交織的複雜情緒。米瑞亞在2020年9月評選斯威夫特共161首歌曲時，將〈羊毛衫〉排至第4名。Wales Arts Review的卡拉·梅德利科特（Caragh Medlicott）認為該曲「以略帶諷刺的方式，透過他人之愛重新發現自我價值」。Uproxx的菲利普·科索雷斯（Philip Cosores）提到該曲「以鮮活細節和溫暖旋律為根底，這正是斯威夫特音樂的特色」。《娱乐周刊》的莫拉·約翰斯頓（Maura Johnston）認為歌詞在「自信」中帶有「些許怨恨」，此種矛盾「在專輯結尾處有所呼應」。《告示牌》在2020年百佳單曲榜單中將〈羊毛衫〉列為第11名，稱其為「斯威夫特前所未有的主打單曲」。《誠懇家日報》樂評人提到該曲敘事功力精湛，將該曲列入2020年最佳歌曲第6名。Complex將該曲列入2020年最佳歌曲第21名，讚揚了斯威夫特的創作能力有所進步。

## 商業表現
〈羊毛衫〉在Spotify發行首日播放量逾774.2萬次，在2020年單人歌手及女性歌手的歌曲中排名第1，在所有歌曲排名第2，僅次於防彈少年團的〈Dynamite〉。〈羊毛衫〉在發行前4天位居Spotify每日排行榜首。2020年9月19日，該曲於《告示牌》全球二百大單曲榜啟用首週獲第77名。
該曲在美國《告示牌》百大單曲榜上發行首週即空降奪冠，為斯威夫特第6首冠軍單曲，也是她繼〈通通甩掉〉（2014年）後的第2首空降冠軍單曲。該曲和《民间故事》分別於《告示牌》百大單曲榜和二百大專輯榜同時奪冠，為史上首例。該曲和《民间故事》曲目〈唯一〉、〈放逐〉同時進入百大單曲榜前十名，她的前十單曲總數也增至28首，並刷新了女性歌手的空降前十名歌曲數紀錄，達18首。〈羊毛衫〉發行首週在美國獲3400萬串流媒體播放量、1270萬廣播收聽量和71,000次數位下載量，並於《告示牌》數位歌曲榜和串流歌曲榜均空降冠軍，刷新她在數位歌曲榜的冠軍單曲數紀錄至20首。該曲在隔週於百大單曲榜降至第8名。該曲在另類串流歌曲榜、另類數位歌曲銷售榜、熱門另類歌曲榜、熱門搖滾與另類歌曲榜均曾奪冠。
〈羊毛衫〉在澳洲唱片業協會單曲榜空降冠軍，為斯威夫特在該榜的第6首冠軍單曲，也是她自〈看是你逼我的〉（2017年）以來的首張冠軍單曲。該曲和其他4首《民间故事》曲目一同進入該榜前十名，使《民间故事》成為該榜2020年獲最多前十歌曲的專輯。該曲在紐西蘭四十大單曲榜空降亞軍，而〈唯一〉和〈放逐〉也同時進入該榜前十名。
〈羊毛衫〉在加拿大Canadian Hot 100排行榜上獲第3名。該曲在爱尔兰单曲榜獲第4名，〈唯一〉和〈放逐〉也同時進入該榜前十，斯威夫特在愛爾蘭的前十歌曲總數因此達15首。該曲在英國官方單曲榜獲第6名，首週銷量逾35,000單位。〈唯一〉和〈放逐〉於當週也在該榜獲前十名，使斯威夫特在英國的前十歌曲總數達16首，她也是英國史上第6位同週內獲3首前十歌曲的女性歌手。
該曲於荷蘭單曲榜奪冠，於馬來西亞、新加坡當地榜單獲第2名，並於丹麥、愛沙尼亞、立陶宛、蘇格蘭等地榜單獲前20名。

## 音樂錄影帶

### 劇情

音樂錄影帶的其中一幕，斯威夫特彈奏佈滿青苔的鋼琴，琴身中流淌出瀑布，展現了cottagecore的視覺元素

2020年7月24日，〈羊毛衫〉官方音樂錄影帶（MV）與專輯同步發行。該MV由斯威夫特編劇、執導及擔任造型設計。MV開篇畫面「質樸而夢幻」，斯威夫特身著睡裙坐在村舍裡，並在燭光搖曳下彈奏復古立式鋼琴。場景中還有斯威夫特祖父狄恩的照片，他曾參與瓜達爾卡納爾島戰役，另有一幅斯威夫特在2019冠状病毒病隔離初期創作的畫。她在鋼琴響板閃爍金色光芒時爬入其中，將她傳送到佈滿青苔的森林。隨後，她於琴身正流淌瀑布的三角鋼琴彈奏該曲。
接著琴凳開始發光，斯威夫特再次爬入，將她傳送到黑暗、波濤洶湧的大海，她在海中緊抓一架漂浮的鋼琴。鋼琴響板再次發光，她爬入響板回到村舍並披上羊毛衫。斯威夫特在Vevo帳號發布的影片提到，森林場景代表「一段關係如常青樹般美好的開始，一切都充滿了神奇與美麗」，海洋場景則代表「關係破裂時的孤獨與恐懼」。影片中也提到MV結尾「象徵著在經歷失戀後重新找回自我」，為一段自我發現的旅程，斯威夫特濕透的睡袍則象徵這段感情經歷以何種方式改變一個人。MV展示草原、鄉村田園風格的美學。

### 製作
她構思了整個故事線——從進入鋼琴、前往森林和水邊，再回到鋼琴的完整想法。——攝影師羅德里戈·普列托（Rodrigo Prieto）談及斯威夫特，《滾石》
MV靈感源自斯威夫特在COVID-19封鎖期間觀看的時代劇和奇幻电影。她在2020年7月初聯繫並邀請攝影師羅德里戈·普列托（Rodrigo Prieto）拍攝MV，普列托此前參與〈男人〉MV的製作。MV由斯威夫特執導，助理導演為喬·奧斯本（Joe Osborne），場景設計為伊桑·托布曼（Ethan Tobman）。斯威夫特提出了MV的概念，普列托對此認為其比〈男人〉「更隱晦」、「更私人化」且「更具奇幻色彩」。斯威夫特在拍攝前起草了詳細的拍攝順序表，標註了MV各場景和歌曲中對應的時間點，並向普列托和托布曼提供了視覺參考，以便清楚傳達她對MV的構想。
COVID-19疫情為MV拍攝帶來諸多挑戰，其過程皆在嚴格的安全措施下進行。例如工作人員都接受了COVID-19檢測，全程佩戴口罩並盡可能保持社交距離。拍攝現場有醫療檢查員，負責監督COVID-19相關的健康和安全規範。斯威夫特因出演MV需長時間摘下口罩，為此拍攝現場使用了一套顏色編碼系統，並讓工作人員佩戴不同顏色腕帶，以標示哪些工作人員可以靠近拍攝現場和演員。此外，MV本身以電控搖臂攝影機遠端拍攝，此種技術通常只用於拍攝升降鏡頭和定場鏡頭。

### 時尚與美學
斯威夫特在《民间故事》和〈羊毛衫〉發行後，於她的官網推出「民间故事羊毛衫」（folklore cardigans）系列，售賣她在出演MV時穿的同款羊毛衫。此款奶油色麻花編織衫，袖口處點綴銀色刺繡星星，並配有海軍藍镶边和鈕扣。斯威夫特將這些羊毛衫贈送演藝圈好友及各界支持者。美國時尚雜誌《W》認為該款羊毛衫是整張專輯鄉村田園風之周邊商品中的傑作。《Teen Vogue》則表示該款羊毛衫「為理解服裝在生活中的作用上提供了完美的框架」，並從全新的角度解讀時尚，追溯其「情感價值」。Refinery29認為斯威夫特在音樂和造型方面皆回歸到「最真實的自我」，其周邊羊毛衫和草原裙便可印證這點，並提到斯威夫特在MV中的造型與經典「英國玫瑰」形象頗為相似。《愛爾蘭獨立報》稱該款羊毛衫是厚重、「Clancy Brothers風格」的愛爾蘭毛衣，並調侃斯威夫特「照這個趨勢發展，[她將會]在Hill 16上敲起愛爾蘭傳統鼓，高歌〈The Auld Triangle〉了」。愛爾蘭廣播電視則感謝斯威夫特在繼詹姆斯·托馬斯·布魯德內爾、可可·香奈尔、科特·柯本和伊丽莎白二世之後，將羊毛衫「帶回時尚舞台」。鄉村田園風格也在MV和專輯的發行下再度於網路興起。

## 獎項與提名
〈羊毛衫〉獲15項獎項提名，其中5項獲獎。該曲於2020年全美音乐奖「最受歡迎音樂錄影帶」獲獎。該曲也在第63屆格萊美獎「年度歌曲」、「最佳流行歌手」獲兩項提名，為斯威夫特第5次獲年度歌曲和第4次獲最佳流行歌手提名。
| 獎項/機構                  | 年份   | 類別                               | 結果 | 參考          |
| -------------------------- | ------ | ---------------------------------- | ---- | ------------- |
| MTV音樂錄影帶大獎          | 2020年 | 夏日歌曲                           | 提名 | [ 75 ]        |
| 英國音樂錄影帶大獎         | 2020年 | 影片最佳視覺特效                   | 提名 | [ 76 ] [ 77 ] |
| 全美音樂獎                 | 2020年 | 最受歡迎音樂錄影帶                 | 獲獎 | [ 73 ]        |
| MVPA大獎                   | 2020年 | 影片最佳視覺特效                   | 提名 | [ 78 ]        |
| 尼克频道儿童选择奖         | 2021年 | 最受歡迎歌曲                       | 提名 | [ 79 ] [ 80 ] |
| 葛萊美獎                   | 2021年 | 年度歌曲                           | 提名 | [ 74 ] [ 81 ] |
| 葛萊美獎                   | 2021年 | 最佳流行歌手                       | 提名 | [ 74 ] [ 81 ] |
| 藝術指導工會傑出作品設計獎 | 2021年 | 短格式：網路系列、音樂錄影帶、廣告 | 提名 | [ 82 ] [ 83 ] |
| IHeartRadio音樂獎          | 2021年 | 最佳歌詞                           | 提名 | [ 84 ] [ 85 ] |
| 香港電台國際流行音樂大獎   | 2021年 | 全年最受歡迎十大國際金曲           | 獲獎 | [ 86 ]        |
| 香港電台國際流行音樂大獎   | 2021年 | 全年至尊金曲                       | 獲獎 | [ 86 ]        |
| AICP大獎                   | 2021年 | 編輯獎：音樂錄影帶                 | 提名 | [ 87 ] [ 88 ] |
| Myx音樂獎                  | 2021年 | 年度國際影片                       | 提名 | [ 89 ]        |
| 納許維爾國際詞曲作家協會   | 2021年 | 我希望我寫過這十首歌               | 獲獎 | [ 90 ]        |
| 廣播音樂公司大獎           | 2022年 | 年度最佳表現                       | 獲獎 | [ 91 ]        |

## 現場表演與翻唱

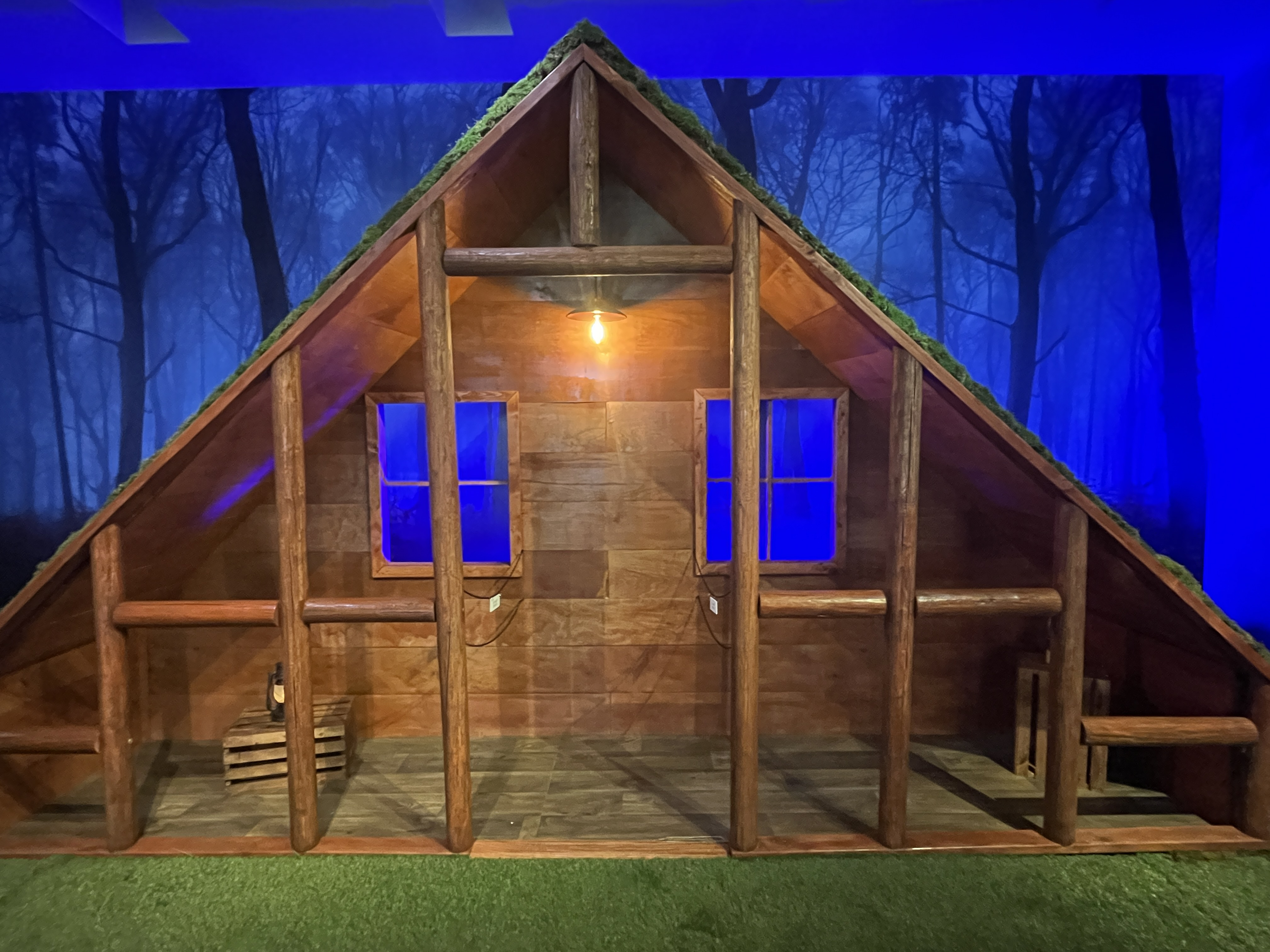
斯威夫特在第63屆格萊美獎演出〈羊毛衫〉時使用的房屋佈景，她當時坐在右側屋頂上演唱該曲

斯威夫特於2020年紀錄片兼演唱會電影《民间故事：长塘录音室现场》演唱了含〈羊毛衫〉在內的《民间故事》曲目。她在第63屆格萊美獎頒獎典禮演唱含〈羊毛衫〉、〈八月〉和〈柳〉的混合曲，表演布景為富有夢幻色彩的田園風格、滿覆苔蘚的森林小屋，並有合作夥伴亞倫·戴斯納和杰克·安东诺夫在旁伴隨。Pitchfork的凱特·張（Cat Zhang）認為該場表演是典禮的最佳時刻之一，並讚揚斯威夫特的歌聲和演出的魔幻森林主題布景。她提到斯威夫特看起來就像「矮人王國的仁慈仙女公主」。《华盛顿邮报》將斯威夫特的表演評為當晚第六佳，指出其「林間神秘美學」和《美麗傳說》的風格一致，尤其是演出背景有「鬼魅造型樹木和閃閃發光的金燈」。
《告示牌》的赫蘭·馬莫（Heran Mamo）將斯威夫特「魔戒與暮光之城之奇幻結合」般的表演評為當晚第四佳。《滾石》音樂記者羅伯·薛菲德將該場表演評為「我們喜愛2021年葛萊美獎的十大原因」之首，並稱該場表演為史上五大葛萊美表演之一。〈羊毛衫〉為時代巡迴演唱會（2023—2024年）演唱曲目之一。
2020年10月，英國創作歌手扬布拉德於BBC廣播一台年度「Live Lounge月」的演出翻唱了〈羊毛衫〉。他將該曲與艾薇兒·拉維尼的〈跟隨你〉（2002年）混搭演唱，在原聲吉他、大提琴和兩把小提琴伴奏下，呈現以弦樂為主的歡快演出。斯威夫特讚賞該段演出。2021年7月，澳洲另类摇滚樂團Something for Kate於澳洲國家廣播電台Triple J節目「Like a Version」中，以原始編曲翻唱〈羊毛衫〉。

## 曲目
- 數位下載和串流媒體[105][106]

1. 〈羊毛衫〉：4:00

- CD、7吋黑膠、12吋黑膠和圖膠唱片[107]

1. 〈羊毛衫〉：4:00
2. 〈Songwriting Voice Memo〉：4:33

- CD、數位下載、串流媒體、7吋黑膠和12吋黑膠（「cabin in candlelight」版）[106][107][108]

1. 〈羊毛衫 (cabin in candlelight version)〉：3:48
2. 〈羊毛衫〉：4:00

## 榜單
| 榜單（2020年）                            | 最高排名 |
| ----------------------------------------- | -------- |
| 澳大利亞（澳大利亚唱片业协会單曲榜）      | 1        |
| 奥地利（Ö3四十强单曲榜）                  | 46       |
| 比利时佛兰德（Ultratip榜外單曲榜）        | 2        |
| 比利时瓦隆（Ultratip榜外單曲榜）          | 21       |
| 加拿大（Canadian Hot 100）                | 3        |
| 加拿大（《告示牌》Canada AC）             | 25       |
| 加拿大（《告示牌》Canada CHR）            | 22       |
| 加拿大（《告示牌》Canada Hot AC）         | 12       |
| 捷克（百強數位單曲榜）                    | 29       |
| 丹麥（Hitlisten单曲榜）                   | 19       |
| 愛沙尼亞（Eesti Tipp-40）                 | 15       |
| 歐洲（《告示牌》Euro Digital Song Sales） | 15       |
| 法国（法國唱片出版業公會單曲榜）          | 138      |
| 德国（德國官方單曲榜）                    | 67       |
| 全球（Billboard Global 200）              | 77       |
| 匈牙利（四十強串流榜）                    | 29       |
| 愛爾蘭（愛爾蘭唱片音樂協會单曲榜）        | 4        |
| 日本（Japan Hot 100）                     | 94       |
| 立陶宛（AGATA）                           | 17       |
| 馬來西亞（RIM二十大單曲榜）               | 2        |
| 荷兰（百强单曲榜）                        | 57       |
| 新西兰（新西兰唱片音乐协会单曲榜）        | 2        |
| 挪威（世道單曲榜）                        | 27       |
| 葡萄牙（葡萄牙唱片業協會单曲榜）          | 21       |
| 蘇格蘭（官方榜单公司單曲榜）              | 16       |
| 新加坡（新加坡唱片業協會）                | 2        |
| 斯洛伐克（百強數位單曲榜）                | 45       |
| 西班牙（西班牙音樂製作協會）              | 66       |
| 瑞典（瑞典最熱榜）                        | 31       |
| 瑞士（瑞士热门音乐榜）                    | 51       |
| 英國（官方榜单公司單曲榜）                | 6        |
| 美国（《告示牌》百大單曲榜）              | 1        |
| 美國（《告示牌》成人當代單曲榜）          | 12       |
| 美國（《告示牌》Adult Pop Airplay）       | 8        |
| 美國（《告示牌》Hot Rock Songs）          | 1        |
| 美國（《告示牌》Pop Airplay）             | 17       |
| 美國（《告示牌》熱門搖滾與另類歌曲榜）    | 1        |
| 美國（《滾石》百大單曲榜）                | 1        |

| 榜單（2020年）                         | 排名 |
| -------------------------------------- | ---- |
| 美國（《告示牌》當代成人單曲榜）       | 31   |
| 美國（《告示牌》成人四十強單曲榜）     | 24   |
| 美國（《告示牌》熱門搖滾與另類歌曲榜） | 6    |

| 榜單（2021年）                         | 排名 |
| -------------------------------------- | ---- |
| 美國（《告示牌》熱門搖滾與另類歌曲榜） | 53   |

| 榜單（2023年）               | 排名 |
| ---------------------------- | ---- |
| 全球（Billboard Global 200） | 145  |

| 榜單（2024年）               | 排名 |
| ---------------------------- | ---- |
| 全球（Billboard Global 200） | 197  |

## 銷量認證
| 地區                                 | 认证    | 认证单位/销量 |
| ------------------------------------ | ------- | ------------- |
| 澳大利亚（澳大利亚唱片业协会）       | 5× 白金 | 350,000‡      |
| 巴西（巴西唱片業協會）               | 钻石    | 160,000‡      |
| 加拿大（加拿大音乐协会）             | 2× 白金 | 160,000‡      |
| 丹麦（國際唱片業協會丹麥分會）       | 金      | 45,000‡       |
| 法国（法國唱片出版業公會）           | 金      | 100,000‡      |
| 意大利（意大利音乐产业联盟）         | 金      | 50,000‡       |
| 新西兰（新西兰唱片音乐协会）         | 3× 白金 | 90,000‡       |
| 挪威（國際唱片業協會挪威分会）       | 金      | 30,000‡       |
| 波兰（波蘭音像製造商協會）           | 白金    | 50,000‡       |
| 葡萄牙（葡萄牙唱片業協會）           | 5× 白金 | 50,000‡       |
| 西班牙（西班牙音樂製作協會）         | 白金    | 60,000‡       |
| 英国（英国唱片业协会）               | 白金    | 600,000‡      |
| 美国（美國唱片業協會）               | 白金    | 1,000,000‡    |
| 串流媒體                             |         |               |
| 希腊（國際唱片業協會希臘分會）       | 金      | 1,000,000†    |
| ‡僅含認證的+實際銷量 †僅含認證的銷量 |         |               |

## 發行歷史
| 國家   | 日期          | 格式                                                 | 版本                       | 唱片公司 | 參考            |
| ------ | ------------- | ---------------------------------------------------- | -------------------------- | -------- | --------------- |
| 全球   | 2020年7月27日 | 7吋 黑膠 12吋黑膠 CD 數位下載 圖膠唱片 （ 英语 ： picture disc） | 原版                       | 聯眾     | [ 107 ]         |
| 義大利 | 2020年7月27日 | 電台播放                                             | 原版                       | 環球     | [ 13 ]          |
| 美國   | 2020年7月27日 | 成人當代電台                                         | 原版                       | 聯眾     | [ 15 ]          |
| 美國   | 2020年7月28日 | 當代流行電台                                         | 原版                       | 聯眾     | [ 14 ]          |
| 全球   | 2020年7月30日 | 7吋黑膠 12吋黑膠 CD 數位下載 串流媒體                | 「cabin in candlelight」版 | 聯眾     | [ 158 ] [ 159 ] |